# Українське Національне Об'єднання (Канада)
Украї́нське Націона́льне Об'є́днання (УНО) в Канаді — суспільно-політична організація, виникла на початку 1930-х років з ініціативи націоналістів, під впливом яких залишається й досі (ОУН-А. Мельника).
Перший осередок постав у Едмонтоні 1932; 26 липня 1934 в Саскатуні відбулася крайова конференція, яка оформила УНО на терені Канади. До УНО входять місцеві філії, яких на 1980 було 56, а за весь час існування 112 (частина їх припинила діяльність через розселення українських іммігрантів); число членів 6200 (1980). Крайова екзекутива (згодом президія) мала осідок у Саскатуні, з 1943 у Вінніпеґу, а з 1954 в Торонто.
Голови: О. Григорович, Володимир Коссар, В. Гультай, М. Плавюк, Я. Білак, М. Мицик, Л. Філь. З УНО співпрацюють ідеологічно споріднені, так звані братні організації: Українська Стрілецька Громада, Організація Українок імені О. Басараб, Молодь Українського Національного Об'єднання; при УНО діє Український визвольний фонд. УНО відіграло важливу ролю при заснуванні Комітету Українців Канади.
УНО веде широку культурно-освітню діяльність: народні доми (14), школи українознавства (1980 — 18), Вищі освітні курси, літні виховні табори молоді, гуртки самодіяльності. При філіях діяли репрезентативні ансамблі: хор О. Кошиця (Вінніпеґ), хор Н. Городовенка (Монреаль), танцювальна група «Калина» (Торонто). Найбільша філія в Торонто (бл. 600 чл.), вона має літню оселю біля оз. Сімко. У Вінніпеґу при УНО створено 1944 «Осередок української культури і освіти». УНО ініціювало творення кооператив і кредитових кас. На політичному відтинку поборювало радянофільство серед українських іммігрантів, організувало протестні акції проти польської політики на Західних Землях, а по війні концентрується на протирадянських акціях. При УНО діє видавництво, що видає тижневик «Новий шлях», календарі-альманахи та ін. публікації.
У серпні 2022 року Росія визнала УНО Канади «небажаною організацією».